# Teleiodes
Teleiodes är ett släkte av fjärilar som beskrevs av Klaus S.O. Sattler 1960. Teleiodes ingår i familjen stävmalar.

## Bildgalleri

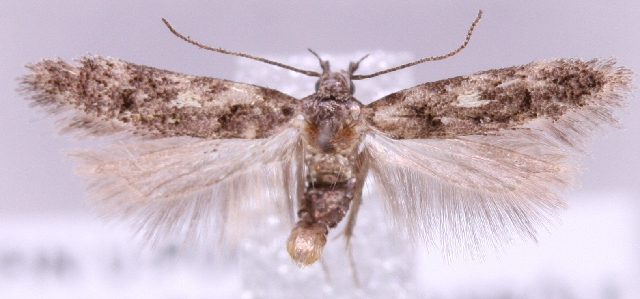
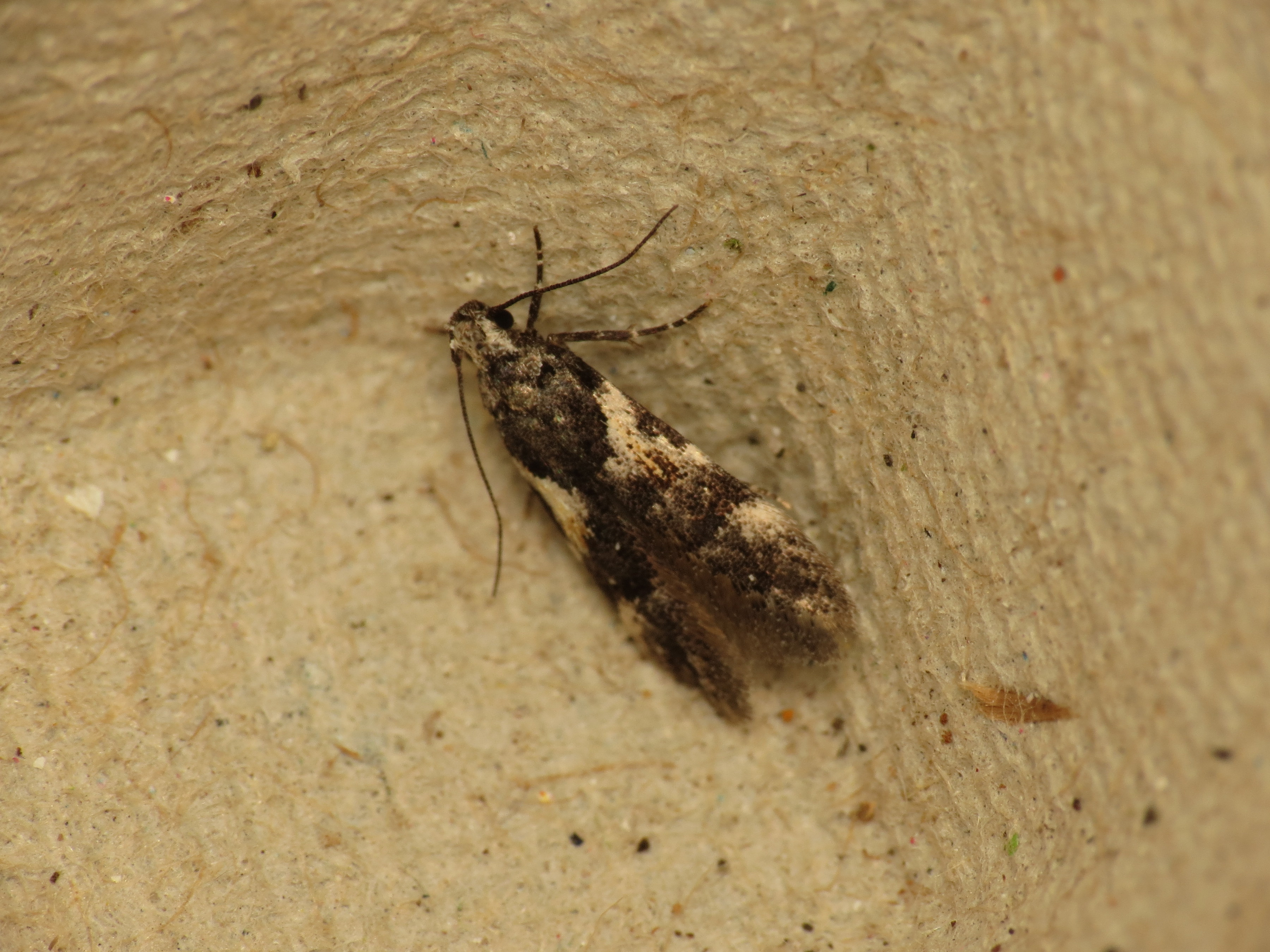
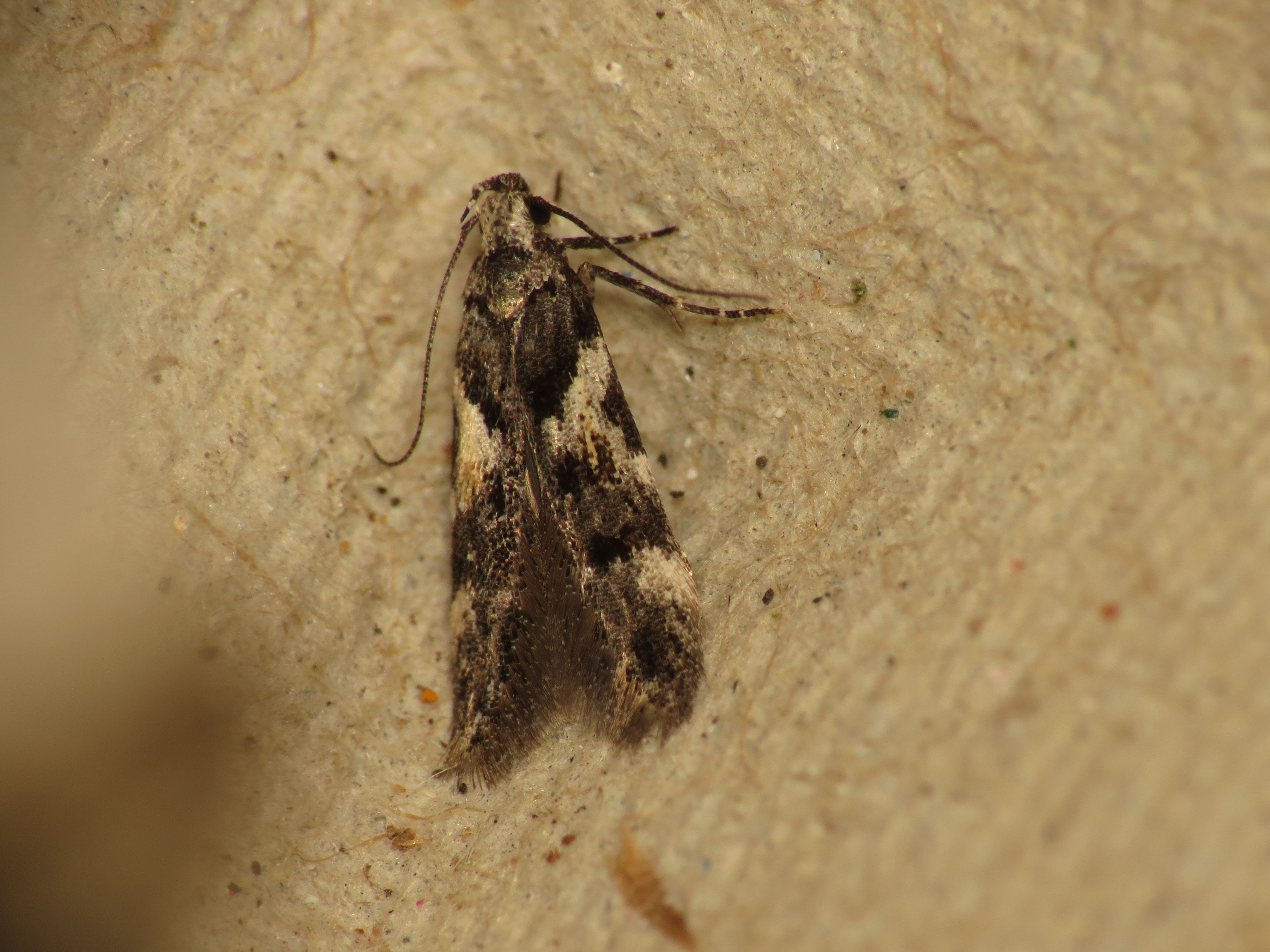
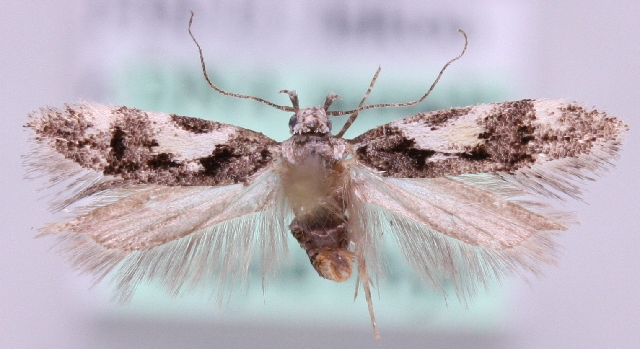
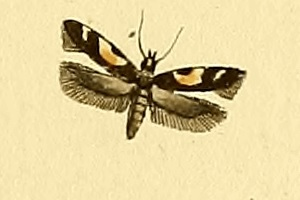
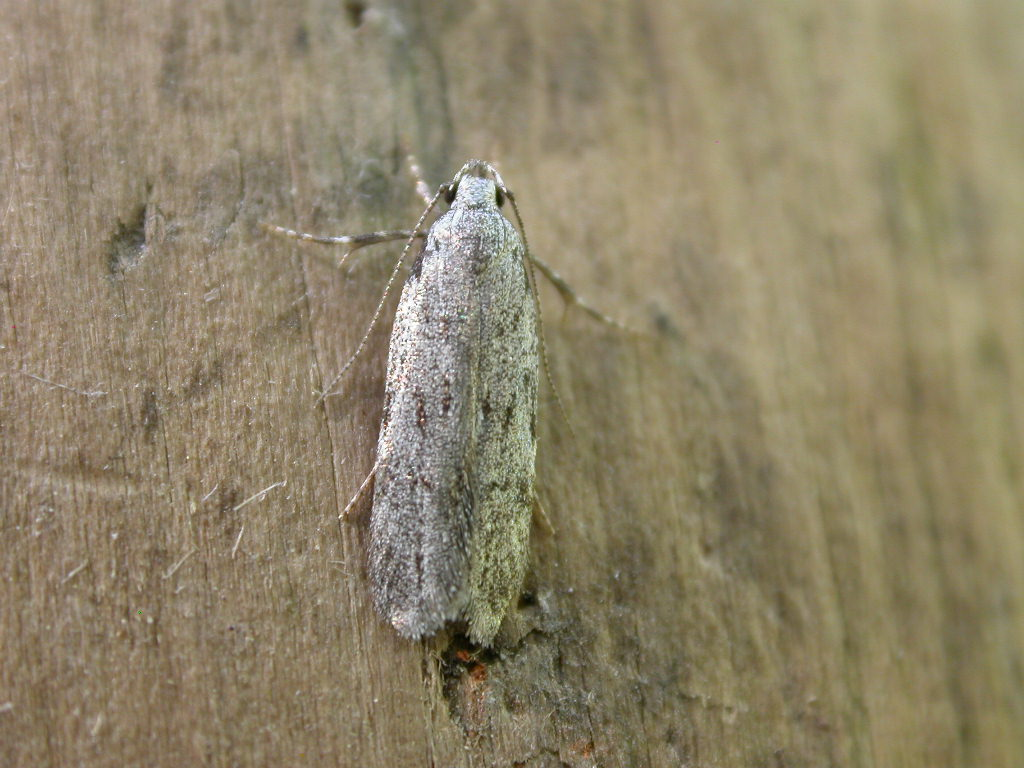

## Dottertaxa tillTeleiodes, i alfabetisk ordning[1][2]
- Teleiodes apicistrigella
- Teleiodes aspera
- Teleiodes bradleyi
- Teleiodes brevivalva
- Teleiodes cisti
- Teleiodes cyrtocostella
- Teleiodes dealbella
- Teleiodes deogyusanae
- Teleiodes digitilobella
- Teleiodes epomidella
- Teleiodes excentricella
- Teleiodes flavimaculella
- Teleiodes flavipunctatella
- Teleiodes fragmentella
- Teleiodes gallica
- Teleiodes herrichi
- Teleiodes italica
- Teleiodes klaussattleri
- Teleiodes linearivalvata
- Teleiodes longivalvella
- Teleiodes luctuella
- Teleiodes luculella
- Teleiodes marsata
- Teleiodes nigristrigella
- Teleiodes paradoxa
- Teleiodes paraluculella
- Teleiodes partilella
- Teleiodes pisticella
- Teleiodes quercinigracella
- Teleiodes quercinigrella
- Teleiodes rufipunctella
- Teleiodes saltuum
- Teleiodes seniculella
- Teleiodes sequacella
- Teleiodes sequax
- Teleiodes soyangae
- Teleiodes squamulella
- Teleiodes subrosea
- Teleiodes thomeriella
- Teleiodes wagae
- Teleiodes vulgella
- Teleiodes yangyangensis